# Benthophilus grimmi
A Benthophilus grimmi a sugarasúszójú halak (Actinopterygii) osztályának sügéralakúak (Perciformes) rendjébe, ezen belül a gébfélék (Gobiidae) családjába és a Benthophilinae alcsaládjába tartozó faj.

## Előfordulása
A Benthophilus grimmi előfordulási területe Ázsiában van. A Kaszpi-tenger egyik endemikus gébféléje.

## Megjelenése
Ez a hal legfeljebb 9,5 centiméter hosszú.

## Életmódja
A Benthophilus grimmi mérsékelt övi hal, amely élőhelyén 2-200 méteres mélységekben él.

## Szaporodása
Március-áprilisban ívik.